# كارديف الغربية (دائرة انتخابية في المملكة المتحدة)
كارديف الغربية  (بالإنجليزية: Cardiff West)‏ هي إحدى الدوائر الانتخابية في المملكة المتحدة الممثلة في مجلس العموم في برلمان المملكة المتحدة. وقد أُنشِأت في عام 1950.
عضو البرلمان الذي يمثلها حالياً هو :Kevin Brennan (Lab).